# Villa Maria (Baarn)
Villa Maria is een gemeentelijk monument aan de Bothalaan 2 in de wijk Transvaalbuurt in Baarn in de provincie Utrecht.
Het huis is gebouwd in 1905 voor de fabrikant W.A. Spoor, naar een ontwerp van architect H. de Graaf. Villa Maria heeft een asymmetrische gevel en heeft rechts een grote serre.  Oorspronkelijk zat op de erker net zo'n boogvormige versiering als boven de serre. De bovenlichten van de serre hebben originele bloemmotieven.